# A957 Kamina
De A957 Kamina was een Belgisch marineschip, gebouwd op de Cockerill-werf in Hoboken, Antwerpen.
Tijdens zijn bouw als fruitschip onder de naam Lewant III voor een Poolse rederij werd hij na de Duitse invasie in 1940 in beslag genomen, waarna hij omgebouwd werd tot ondersteuningsschip voor de Duitse U-boten en omgedoopt werd tot Hermann von Wissmann. In 1945 vond de Britse Royal Navy hem terug en werd hij opnieuw omgedoopt, ditmaal tot HMS Royal Harold, en deed hij dienst als hotelschip voor Britse troepen te Kiel.
In 1950 werd de Royal Harold teruggeven aan België, omgedoopt tot T.N.A. Kamina (AP907), naar de stad in het voormalig Belgisch-Congo. In 1962 werd de Kamina nogmaals omgebouwd tot schoolschip en logistiek steunschip voor de Belgische mijnenvegersvloot. Op 6 september 1967 deed de Kamina zijn laatste reis van Oostende naar Zeebrugge, waar hij na meer dan 400.000 zeemijlen gesloopt werd te Brugge.

## Opdrachten
- 1950: Transport van Belgisch-Luxemburgs vrijwilligersbataljon naar Korea.
- 1951-1962: Transport van troepen naar Belgisch-Congo.
- 1962-1967: Schoolschip en logistieke steun.